# Sober (Lugo)
Pour les articles homonymes, voir Sober (homonymie).
Sober est une commune de la province de Lugo en Espagne située dans la communauté autonome de Galice.